# Юхан Теорін
Юхан Теорін (швед. Johan Theorin; 1963, Гетеборг, Швеція) — шведський письменник, журналіст. Автор психологічних детективів з елементами містики та саспенсу. Дія більшої частини його творів відбувається на острові Еланд у Балтійському морі.
Протягом життя Юхан Теорін багато разів відвідував шведський острів Еланд. Предки його матері — моряки, рибалки і каменярі — жили там упродовж століть, всотуючи в себе місцевий фольклор і містичні легенди.
Дебютував у 2007 році романом «Мертві брижі» (також відомий як «Відлуння мертвих»; мовою оригіналу: Skumtimmen). Того ж року автори й критики Шведської академії детективних письменників обрали твір «Найкращим дебютним детективним романом», його було перекладено 25 мовами, а 2013 року — екранізовано у Швеції.
Його другий роман — «Нічний шторм» (швед. Nattfåk), також відомий в англійському перекладі як «Найтемніша кімната», було визнано «найкращим шведським детективним романом 2008 року», відзначено премією «Скляний ключ» (Glass Key award; 2009) та премією «Інтернаціональний кинджал» (CWA International Dagger; 2010).
У 2010 побачив світ наступний твір Юхана Теоріна — «Кривавий розлом» (англійською опубліковано 2011 у видавництві Transworld Publishers під назвою «Кар'єр»).
Ці романи разом із «Привидом кургану» («Голоси іззовні»; 2013) становлять своєрідну «еландську» тетралогію, об'єднану спільним місцем дії (острів Еланд) і низкою постійних персонажів (Єрлоф Давідссон та ін.). Еландський цикл у критиці також називають квартетом «Пори року», оскільки основна дія кожного з чотирьох романів відбувається протягом однієї з пір року.
Окремо стоїть роман-саспенс «Свята Психо» («Притулок»), опублікований 2011 року.
Нині письменник мешкає на Еланді та в Стокгольмі.

## Премії та відзнаки
- Skumtimmen визнано «Найкращим дебютним містерійним романом 2007 року» рішенням авторів та критиків Шведської академії детективних письменників
- Endast jag är vaken («Не сплю тільки я»; опубліковане в серії антологій «Schakt») нагороджено премією Катах'я (Catahya Award) за найкраще шведське оповідання в жанрах наукової фантастики, фентезі або горору за 2007 рік
- Nattfåk визнано «Найкращим шведським детективним романом 2008 року» рішенням Шведської академії детективних письменників
- Nattfåk нагороджено премією «Скляний ключ» за 2009 рік
- Skumtimmen (Echoes from the Dead) нагороджено в 2009 році премією «Новий закривавлений кинджал» Британської асоціації письменників детективного жанру (CWA) у 2009 році.[2]
- Nattfåk (The Darkest Room) нагороджено «Інтернаціональним кинджалом CWA» в липні 2010 року.[3]